# Pnigalio
Pnigalio Schrank, 1802, è un genere di insetti della famiglia degli Eulofidi (Hymenoptera Chalcidoidea), comprendente parassitoidi primarie o secondarie.

## Descrizione
Gli insetti del genere Pnigalio hanno un corpo snello, con caratteristiche sculture sul mesonoto e, soprattutto, sul propodeo.
Le antenne hanno il flagello con funicolo composto da 4 segmenti (raramente 3) e clava di due segmenti (o tre, la somma degli articoli del funicolo e della clava è sempre uguale a 6), di cui quello distale ridotto. Evidente è il dimorfismo sessuale in corrispondenza del funicolo: nelle femmine i segmenti sono semplici, nel maschio i primi tre segmenti del funicolo sono ramificati, con rami che eguagliano in lunghezza la clava.
Il torace ha i notauli incompleti. Il lobo mediano del mesoscuto è disseminato di numerose setole, soprattutto nella parte anteriore, distribuite irregolarmente o raramente allineate in file. Lo scutello è privo di solchi. Sia il mesoscuto sia lo scutello sono ricoperti da sculture a reticolo che contrastano nettamente con le axille lisce. Il propodeo è in genere privo di sculture reticolari ed è percorso da sculture che hanno in genere una ben delineata conformazione. In quasi tutte le specie sono presenti una scultura longitudinale mediana (carena) e due laterali (pliche), convergenti nella parte posteriore. Carena e pliche possono essere connesse da due sculture trasverse (costola) o da rughe. È stato  dimostrato recentemente tuttavia che il valore diagnostico di queste strutture è piuttosto scarso. Le ali anteriori hanno la vena postmarginale lunga almeno il doppio della stigmatica.
Il peziolo è evidente, leggermente allungato rispetto al suo diametro trasversale.

## Biologia
I Pnigalio sono ectoparassitoidi solitari o gregari, primari oppure talvolta iperparassitoidi. Gli ospiti primari sono in genere insetti fillominatori o galligeni. Le specie associate sono Lepidotteri, Coleotteri, Ditteri e Imenotteri Tentredinidi. Il Pnigalio soemius (Walker): (Hymenoptera: Eulophidae) ectoparassitoide, biparentale è una delle specie più studiate. P. soemius è specie sinovigenica che presenta host-feeding distruttivo. Uccide in media 235 larve dell'ospite, vicino a 112 di queste depone 1 uovo, 43 di queste le uccide per host-feeding ed 80 per lasciare più cibo alle larve in sviluppo che possono mangiare anche più ospiti per completare lo sviluppo. Per uccidere utilizza un'iniezione di veleno ad azione neurotossica che determina una paralisi irreversibile seguita da morte molto rapida. Dopo la puntura la femmina del parassitoide si allontana leggermente ed aspetta che il veleno faccia effetto, in seguito alla paralisi depone l'uovo nella mina anche a 2–3 cm dall'ospite. In caso di host-feeding ha lo stesso comportamento, ma spesso effettua più punture, a cui fa seguito l'alimentazione.

## Sistematica
Il genere comprende circa 100 specie. La specie di maggior interesse negli ambienti mediterranei è Pnigalio mediterraneus, un parassitoide polifago che attacca numerosi ospiti tra cui i più importanti sono la mosca dell'olivo, la minatrice serpentina degli agrumi e la minatrice fogliare dell'ippocastano.